# Love & Other Mysteries
Love & Other Mysteries (на български: Любов и други тайнства) е музикален албум от Кен Хенсли от 2012 г. Той е резултат от три години творчески търсения, прекарани в студиото, от които е получен един личен албум. Кен Хенсли е познат на феновете си от дните си като автор на тестове и партитури и като член на групата „Юрая Хийп“. Той е авторът на класики като Lady in Black и July Morning и по този начин е създал най-задълбоченото си произведение досега.
| „ | Никой не е освободен от емоцията и нейните ефекти. Никой. Аз съм поет и автор на песни с мечтите и амбициите на 11-годишно момче, които все още бушуват в сърцето ми. Песните в този компактдиск дойдоха при мен като естествено като дишане, от източника, в който винаги съм вярвал и в който сега вярвам по-силно от всякога Мисля, че този компактдиск представлява много положителна промяна в моя музикален фокус и за мен е вълнуващо да пътувам в нова и неизследвана територия. Трябва да е мечтата на всеки автор на песни да може да направи запис по този начин! Знам, че беше мое. Текстът е най-важното нещо в този албум и именно на тези думи е позволено да продуцират и ръководят посоката на албума Love and Other Mysteries. Кен Хенсли. | “ |

## Траклист
| (This) Bleeding Heart               | Кен Хенсли                        | 4:43 |
| Romance                             | Глен Хюз, Сантра Салкова          | 4:48 |
| (Pllease) Tell Me When              | Сара Хоуп                         | 4:38 |
| No Matter                           | Ирене Форничиари, Роберто Тиранти | 2:50 |
| Come To Me                          | Кен Хенсли                        | 3:45 |
| This House                          | Кен Хенсли                        | 3:55 |
| Walk Away                           | Кен Хенсли                        | 2:40 |
| Eyes (The Girl in the Purple Dress) | Кен Хенсли                        | 3:44 |
| Resriro Tu Amor                     | Роберто Тиранти                   | 2:46 |
| Little Guy                          | Ирене Форничиари, Роберто Тиранти | 3:44 |

## Екип
| Кен Хенсли         | клавир, вокал    |
| Антонио Фидел      | бас              |
| Хуан Карлос Гарсия | ударни, перкусии |
| Овидио Лопес       | китара           |
| Пау Шафер          | пиано, акордеон  |

| Дани Сайз    | микс, копродуцент      |
| Фил Сми      | дизайн                 |
| Овидио Лопес | директор продукция     |
| Джон Дейвис  | мастеринг              |
| Кен Хенсли   | сценарист, копродуцент |